# الصويرة

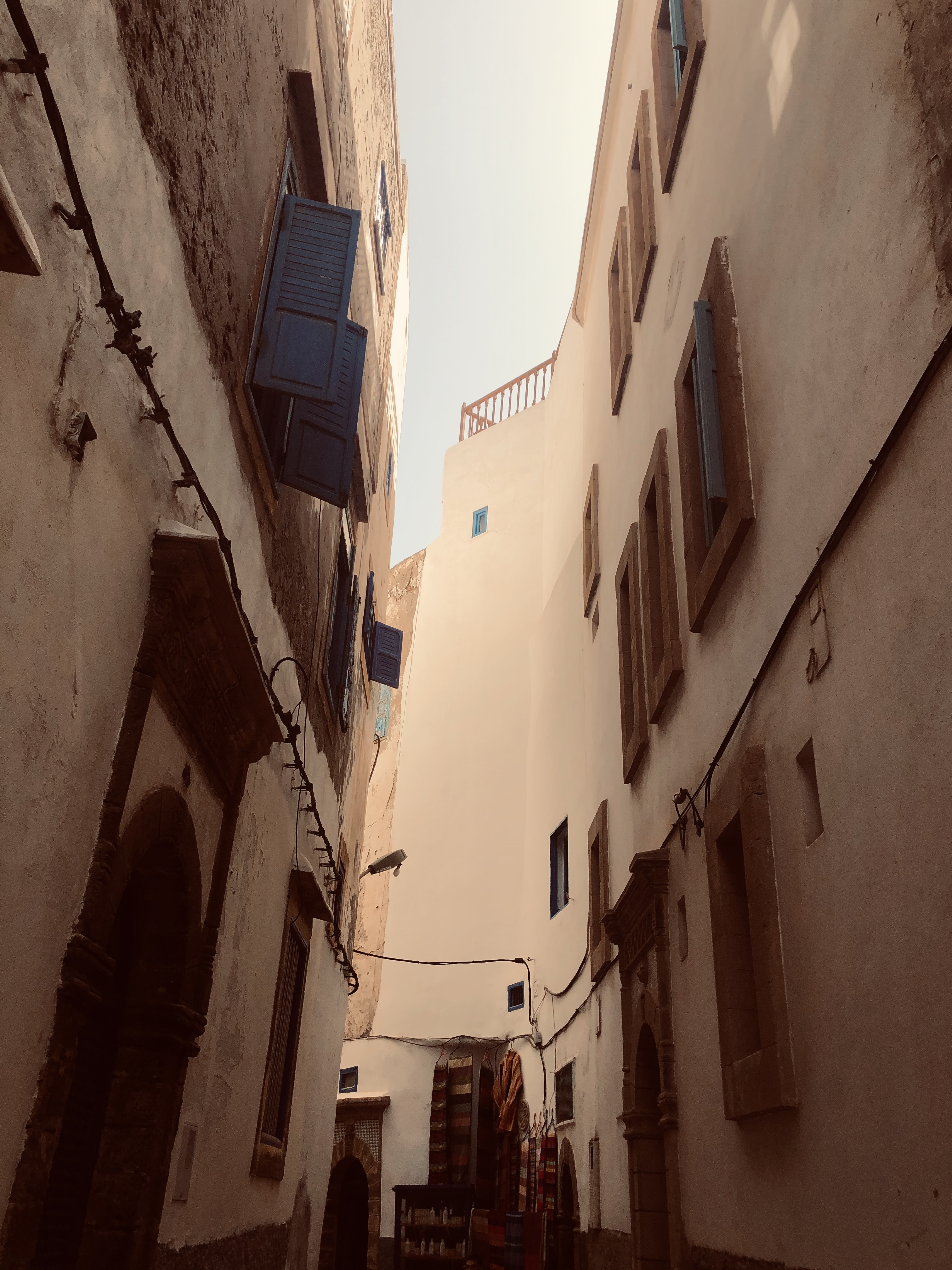
زقاق بالصويرة

الصويرة أو السويرة أو موڭادور، وتلقب بمدينة الرياح، هي مدينة وجماعة حضرية مغربيةٌ ساحلية مطلة على المحيط الأطلسي، مسجلة ضمن لائحة مواقع التراث العالمي لمنظمة اليونسكو، ومعروفة بالسياحة التراثية. هي عاصمةُ إقليم الصويرة بجهة مراكش آسفي، بلغ عدد سكان المدينة حسب الإحصاء العام للسكن والسكنى لسنة 2014 حوالي 77118 نسمة، تعتمد في اقتصادها أساسا على السياحة والصيد البحري، وتشتهر بالرياح وطيور النورس وموسيقى ڭناوة والصناعة التقليدية.

## أصل التسمية
تتعدد التأويلات بخصوص أصل تسمية مدينة الصويرة، ومنها من يقول أن "السويرة"، وهي تصغير لكلمة "سور" نسبة إلى السور الذي يحيط بالمدينة، وهناك من يقول أن السلطان محمد بن عبد الله غيَر تسميتها إلى الصويرة، لأنه أرادها على أحسن صورة. أما التسمية السابقة للمدينة وهي موڭادور، فتعني باللغة الفينيقية القديمة "ميكدول" أي الحصن الصغير.

## جغرافيا

### الموقع
تقع مدينة الصويرة على الساحل الأطلسي الغربي للمغرب، تحدها شمالا جماعة أوناغة، وشرقا جماعة أكرض، وجنوبا جماعة سيدي كاوكي، ضمن إقليم الصويرة.

### التضاريس
تقع مدينة الصويرة بالجزء السفلي لهضبة حاحا، وتتراوح الارتفاعات داخل المدينة بين 1 و20 مترا فوق سطح البحر.

### المناخ
تشتهر الصويرة بهبوب رياح قوية، وهو اللقب الذي أطلق عليها (مدينة الرياح) وتتيح هذه الرياح لهواة ركوب الأمواج الاستمتاع برياضتهم على شواطئها.

## التاريخ
يرجع تاريخ الصويرة إلى ما قبل الميلاد، حيث جعل منها الفنيقيون والقرطاجيون قنطرة للرسو في جزيرة موغادور حين كانوا يسافرون عبر البحر. بينما شهدت في عهد ملك موريطنية يوبا الثاني إنشاء أول معمل لصناعة الصباغات المستخرجة من المحار (بالفرنسية: la pourpre) - إحدى أنواع الرخويات - وكان يصدرها للرومان. وإبان القرن السادس عشر، استقر بها البرتغاليون فأطلقوا عليها اسم موغادور. فتم تحصينها من قبل ملك البرتغال مانويل الأول الذي أقام حصنا فيها عام 1506. وفي القرن الثامن عشر في عام 1765، أوكل السلطان العلوي محمد الثالث بن عبد الله مهمة إعادة بنائها في نسختها الحالية إلى المهندس تيودور كومود عام 1760 م.

### التاريخ القديم
مدينة الصويرة تحتوي على أسوار، سقالة بأبواب ضخمة. أثبتت الحفريات الأثرية التي أجريت بالجزيرة وجود بقايا أركيولوجية تتمثل في أواني فخارية وأحفورات يرجع أقدمها إلى النصف الثاني من القرن السابع قبل الميلاد. وقد دلت الأبحاث الأركيولوجية أن جزيرة موكادور عرفت فترة فراغ ما بين القرن الخامس والأول ق.م، إلا أن وجود بعض القطع الفخارية ترجع للقرن الرابع ق.م يدل على وجود علاقات تجارية بين الجزيرة وباقي مدن موريتانية الطنجية بالمغرب القديم. في عهد الملك الأمازيغي يوبا الثاني، عرفت الجزيرة ازدهارا مهما حيث كانت تتواجد بالموقع مصانع لاستخراج الصباغة الأرجوانية. دلت الحفريات الأثرية على استيطان الجزيرة خلال الفترة الرومانية إلى حدود القرن الخامس الميلادي.

## البنية التحتية
في 15 يناير 2020، زار الملك محمد السادس المدينة العتيقة للصويرة وتعرف على البرنامج التكميلي لتأهيل وتثمين المدينة العتيقة. وفي 16 يناير 2020، دشن الملك المركب المندمج للصناعة التقليدية الذي أنجز بكلفة إجمالية تبلغ 18،5 مليون درهم والذي سيوفر للشباب تأهيلا مهنيا مكيفا مع الواقع السوسيو اقتصادي لقطاع الصناعة التقليدية، أساسا من خلال نمط التكوين بالتعلم، بالإضافة إلى الإدماج في سوق الشغل. ويضم المركب المندمج للصناعة التقليدية للصويرة، مركزا للتأهيل المهني في الفنون الحرفية يحتوي على أربع ورشات مهنية وثلاث قاعات للتكوين، وقاعة للمعلوميات، و20 ورشة، و7 فضاءات للعروض (العرعار، المجوهرات «الدك الصويري»، الرافيا، الخياطة التقليدية، المصنوعات الجلدية، الآلات الموسيقية، والمنتوجات المجالية).
كما أشرف الملك في نفس اليوم على تدشين سد مولاي عبد الرحمان، المنجز على واد القصوب بغلاف مالي إجمالي يبلغ 920 مليون درهم، ومشروع الإعداد الهيدرو فلاحي لمدار القصوب أسفل السد، الذي كلف استثمارات بقيمة 238 مليون درهم، وكذا مشاريع الماء الصالح للشرب المتعلقة بإنجاز محطة معالجة مياه السد وقناة الربط باستثمار قدره 135 مليون درهم، ومشروعا لتعزيز الولوج إلى الماء الصالح للشرب بالوسط القروي بـ 192 مليون درهم. وفي 17 يناير 2020 أدى الملك صلاة الجمعة بمسجد للا أمينة.
تتوفر مدينة الصويرة على سيارات الأجرة الصغيرة والتي تشتغل ضمن المجال الحضري للمدينة، وعلى سيارات الأجرة الكبيرة والتي تشتغل ضمن المجال الإقليمي للمدينة. كما تتوفر المدينة على شبكة الحافلات Lima Bus والتي تشتغل بدورها بنطاق الإقليم. يبعد مطار الصويرة موكادور عن وسط المدينة بـ17 كم، ويستغرق الوصول إليه حوالي 20 دقيقة. وهو يتميز بسهولة إجراءات السفر نظراً لقلة الرحلات الجوية به. ويقوم بتشغيل رحلات جوية داخلية ودولية.

## الاقتصاد

### السياحة
السياحة هي قطاع مهم بالمدينة، وخصوصا في وقت الذروة (فصل الصيف، مهرجان كناوة وموسيقى العالم). منذ العشرية الأولى من القرن الواحد والعشرين، بدأت الحكومة بالتشجيع على الاستثمار في القطاع السياحي، وتجلى ذلك في إعداد البنية التحتية الملائمة من فنادق تقليدية (رياض) أو عصرية (الفنادق المصنفة) ومطاعم والتركيز على أوجه استقطاب السياح (الرياضات البحرية)، كما أن الصويرة، نظرا لموقعها الجغرافي الواقع بين منطقتين سياحيتين في القطاع السياحي بالمغرب (أكادير ومراكش)، تبوأت مكانة سياحية نظرا لمناخها المعتدل مقارنة بباقي المدن خصوصا مدينة مراكش، الجارة الشرقية التي يشتد بها الحر خلال الصيف.

### الصيد البحري
الصيد البحري نشاط قديم بالصويرة، فوفرة الثروة السمكية سبب مهم في جذب شركات الصيد البحري العصرية من جهة، وخلق فرص شغل الصيادين التقليديين. وتشتهر الصويرة بكل من سمك السردين (خصوصا بفصل الصيف) وسمك الإسقمري والقريدس.

## المعالم

### المدينة القديمة
المدينة العتيقة للصويرة أو المدينة القديمة للصويرة أو موكادور في اسمها الأصلي. إنضمت إلى قائمة مواقع التراث العالمي في المغرب سنة 2001، عندما تم تسجيلها ضمن مواقع التراث العالمي لمنظمة اليونيسكو. حيث تعد مدينة الصويرة مثالا لمدن القرن السابع عشر المحصنة بالمغرب وشمال إفريقيا وفقا للأسس الهندسية العسكرية لذلك العصر. ونموذجا لتمازج الهندستين الأوروبية والإسلامية في ذلك العهد، كمااعتبرت منذ تأسيسها ميناءً تجاريًا دوليًا يربط المغرب والصحراء وأوروبا والعالم الجديد وبقية العالم.

### الملاح (الحي اليهودي)

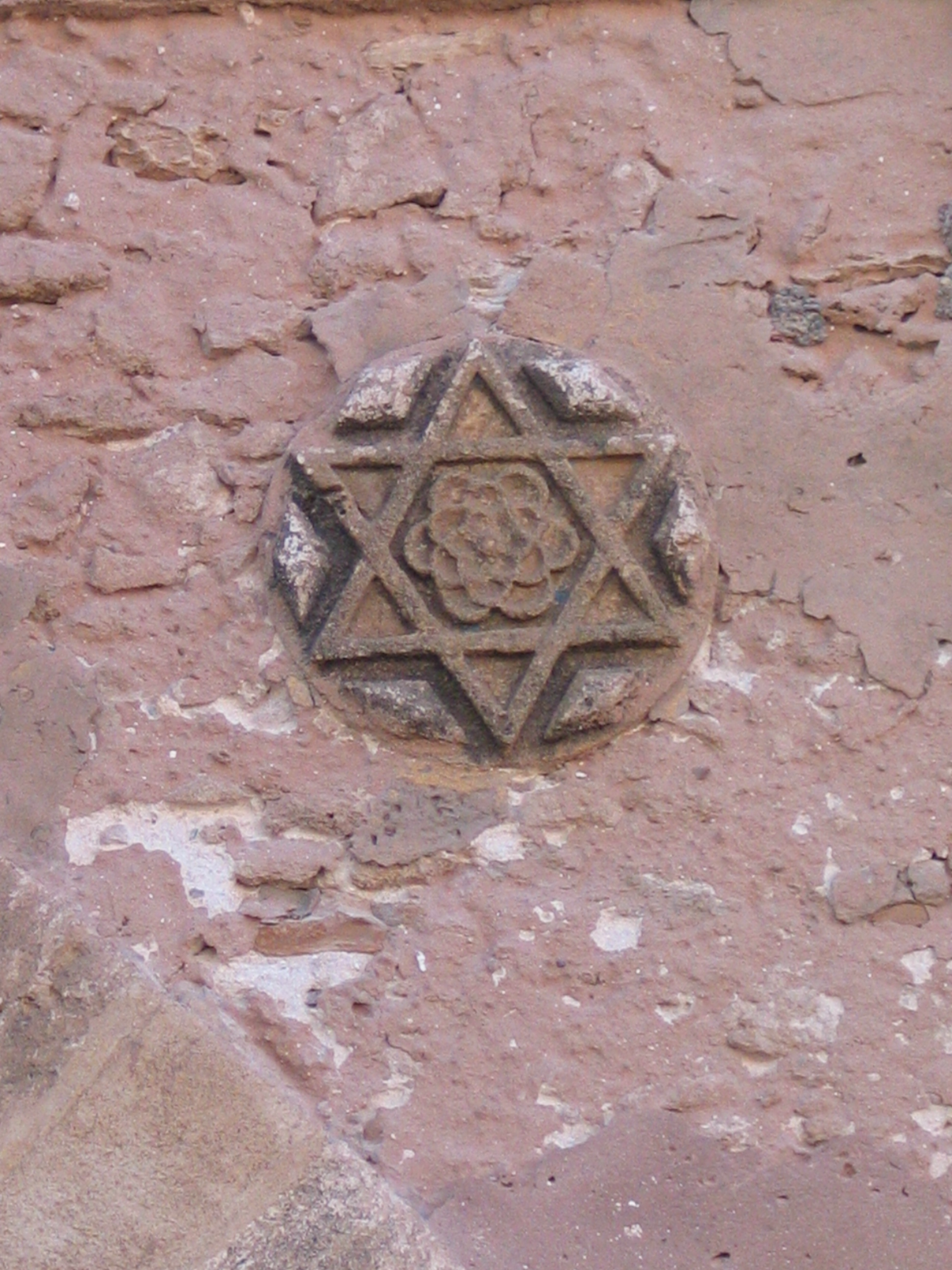
نجمة داوود على أحد الجدران في ملاح المدينة القديمة بالصويرة.

ملاح الصويرة يرجع بناؤه للسلطان السعدي أحمد المنصور الذهبي في نهاية القرن 16 الميلادي، والذي استقدم إليه نخبة من التجار اليهود لتنشيط مينائه التجاري، فعرف تاريخيا باسم ملاح تجار السلطان. وخلال القرن 17 عندما أعاد السلطان العلوي، محمد بن عبد الله (محمد الثالث) بناء مدينة الصويرة على النمط العصري بشوارعها الواسعة خلافا للمدن العتيقة بالمغرب، وبنا فيها ميناء جديدا وقاعدة عسكرية بحرية، استقدم إليها بدوره نخبة من التجار والدبلوماسيين اليهود. وتحولت الصويرة منذ ذلك الحين إلى العاصمة الاقتصادية للمغرب، واستمرت في هذا الدور حتى بداية الحماية الفرنسية التي حولت مركز ثقل الاقتصاد المغربي من الصويرة إلى الدار البيضاء.
[بحاجة لمصدر]
ومع الدخول الفرنسي عوض المعمرون الجدد النخبة اليهودية في مراكز القرار التجاري والاقتصادي. وتم استبعاد اليهود المغاربة تدريجيا والتضييق عليهم خلال فترة الحماية الفرنسية ليصل الميز ضدهم أقصى درجاته خلال حكومة فيشي الفرنسية والتي أصدرت قرارات تحد من ولوج اليهود للمهن الحرة والإدارة، مما تطلب تدخل ملك المغرب آنذاك محمد الخامس ليطالب فرنسا علنا بالتراجع عن تلك القوانين.
[بحاجة لمصدر]
وبدأ رحيل اليهود المغاربة تدريجيا إلى الخارج خلال القرن الماضي، نتيجة أوضاعهم الجديدة خلال فترة الحماية الفرنسية، وارتفعت وتيرة الهجرة كثيرًا بعد سنتي 1948 و1967. وقام العديد من يهود الصويرة ببيع منازلهم في الملاح للمسلمين. ومع التحولات الاجتماعية للمغرب وارتفاع وتيرة الهجرة القروية تحولت بعض بيوت الملاح إلى فنادق لإيواء العمالة القادمة من القرى المجاورة. واكتظت بيوت تجار السلطان بالعائلات العمالية، وبدأت جدرانها وهياكلها تتلاشى بسبب انعدام الصيانة وسوء الاستغلال. وقد زاد قربها من البحر من المشكلة، حتى تطلب إعادة إسكان جزء مهم من قاطنيها وهدم عدد من أزقتها، قبل أن يعاد اكتشاف الملاح من طرف المستثمرين الذين حولوا بيوته الخربة في أيدي ساكنيها إلى كنوز ذات صبغة تاريخية.[بحاجة لمصدر]

### جزيرة موغادور

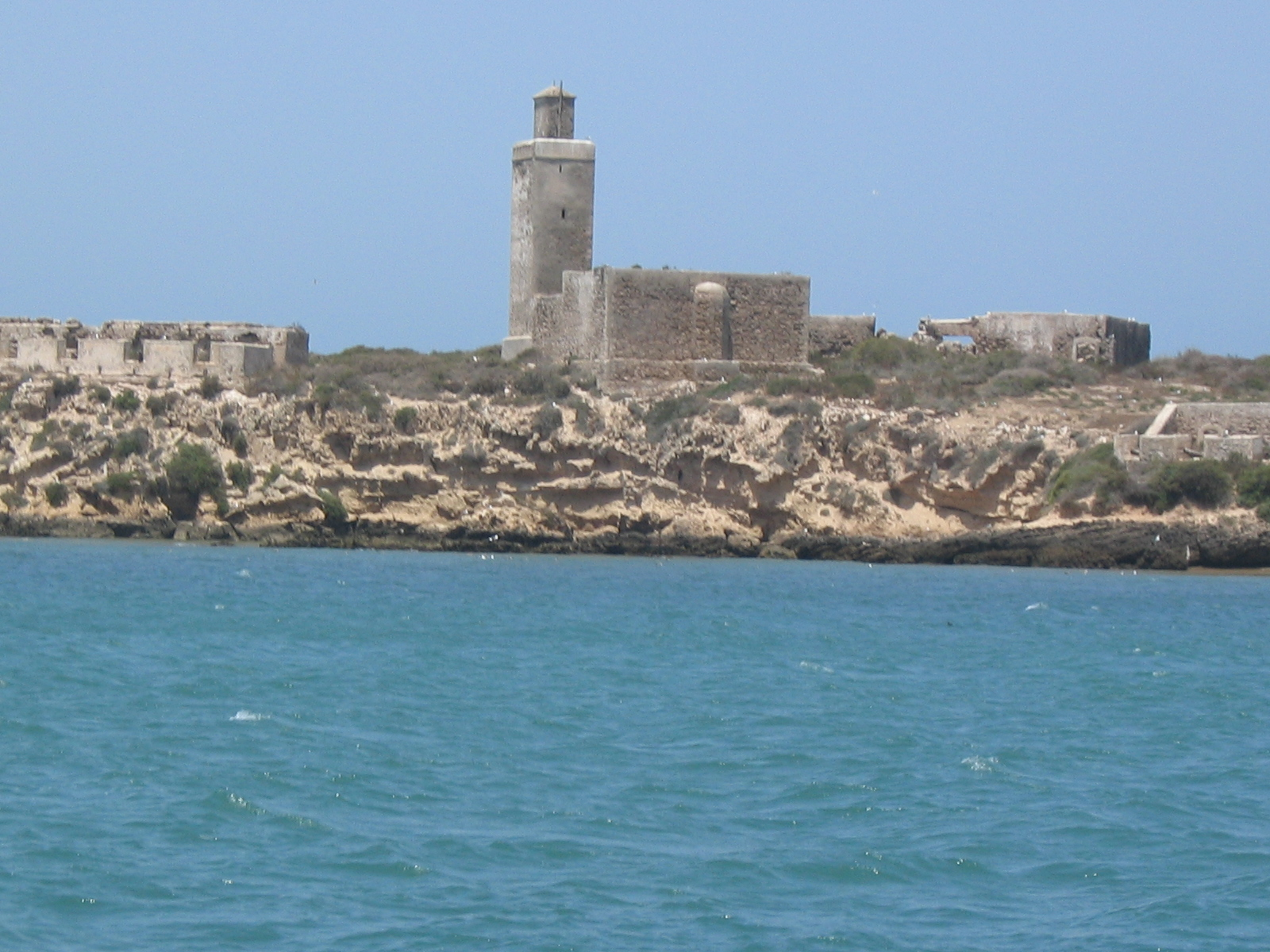
جزيرة موغادور قُبالة شاطئ الصويرة

هذا الموقع عبارة عن جزيرة صغيرة توجد قرب مدينة الصويرة، ويعتبر من المواقع الفينيقية المهمة بغرب البحر الأبيض المتوسط.
أتبثت الحفريات الأثرية التي أجريت بالجزيرة وجود بقايا أركيولوجية تتمثل في أواني فخارية وأحفورات يرجع أقدمها إلى النصف الثاني من القرن السابع قبل الميلاد. وقد دلت الأبحاث الأركيولوجية أن جزيرة موكادور عرفت فترة فراغ ما بين القرن الخامس والأول ق.م، إلا أن وجود بعض القطع الفخارية ترجع للقرن الرابع ق.م يدل على وجود علاقات تجارية بين الجزيرة وباقي مدن موريتانية الطنجية بالمغرب القديم.
في عهد الملك الأمازيغي يوبا الثاني، عرفت الجزيرة ازدهارا مهما إذ كانت تتواجد بالموقع مصانع لاستخراج الصباغة الأرجوانية، دلت الحفريات الأثرية على استيطان الجزيرة خلال الفترة الرومانية إلى حدود القرن الخامس الميلادي.

### ساحة مولاي الحسن
هي ساحة بالمدينة تطل على المحيط الأطلنطي وقريب من الميناء والشاطئ.

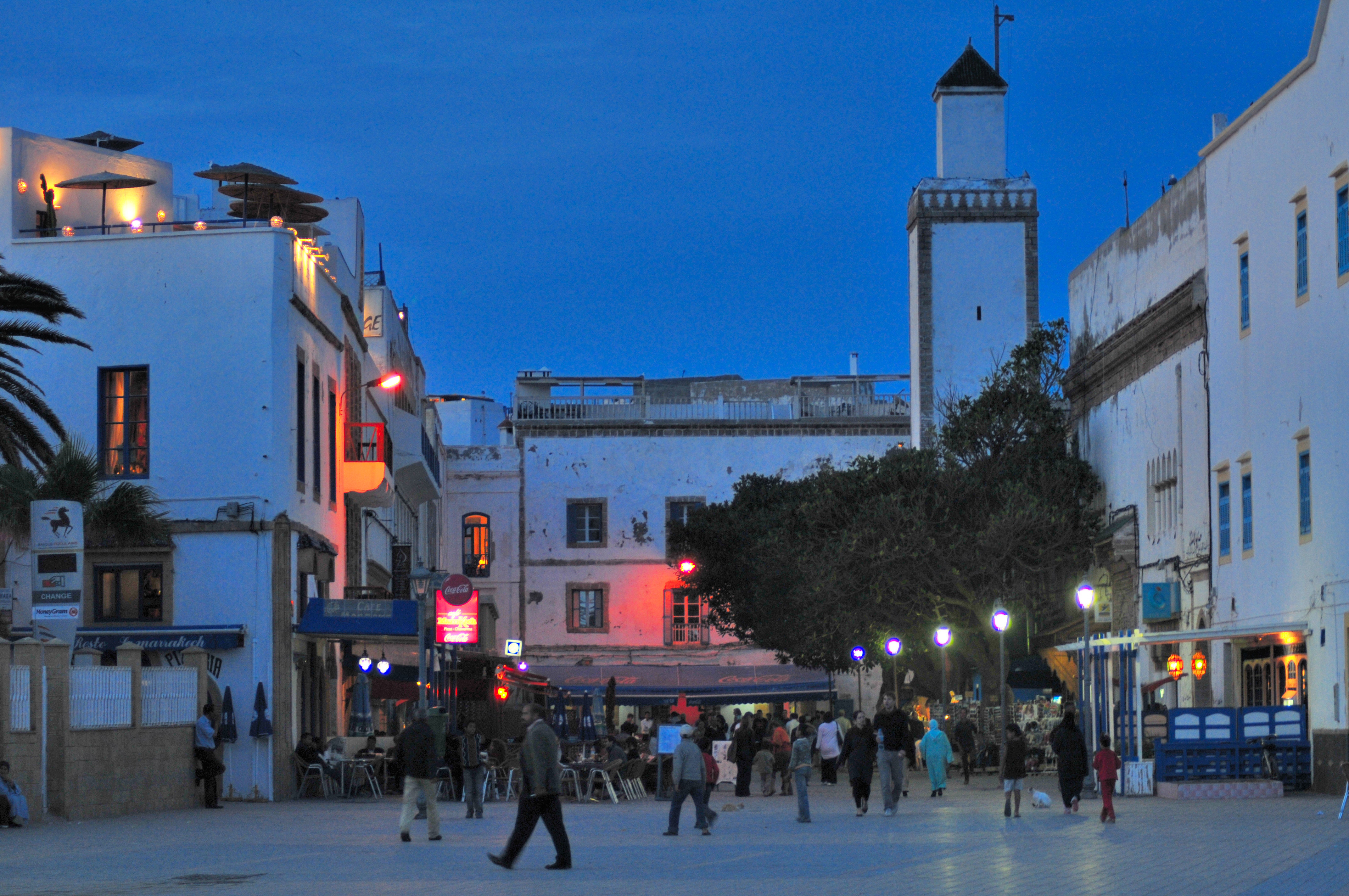
جانب من ساحة مولاي الحسن ليلا

## الثقافة

### المهرجانات
- مهرجان كناوة وموسيقى العالم: هو مهرجان سنوي ينضم كل سنة بمدينة الصويرة.[14] يبدأ المهرجان أول الأمر بكرنفال شوارع المدينة القديمة[15]

### قائمة أفلام و مسلسلات صورت في الصويرة
هذه قائمة تضم أفلامًا ومسلسلات تم تصويرها في مدينة الصويرة و نواحيها،  حيث جذبت المدينة العديد من صناع السينما وصناع الأفلام نظرا لخصوصيتها التاريخية.
- 2004 : الإسكندر [16]
- 2013 : صراع العروش [17]
- 2018 : في انتظار البرابرة[18]
- 2017 :النمر على قيد الحياة[19]
- 2019 : جون ويك ( الجزء 3) [20]
- 2021 : الهروب من مقديشو[21]
- 2024: اوتر بانكس الجزء 5 [22]

## الرياضة

### نوادي الرياضات البحرية

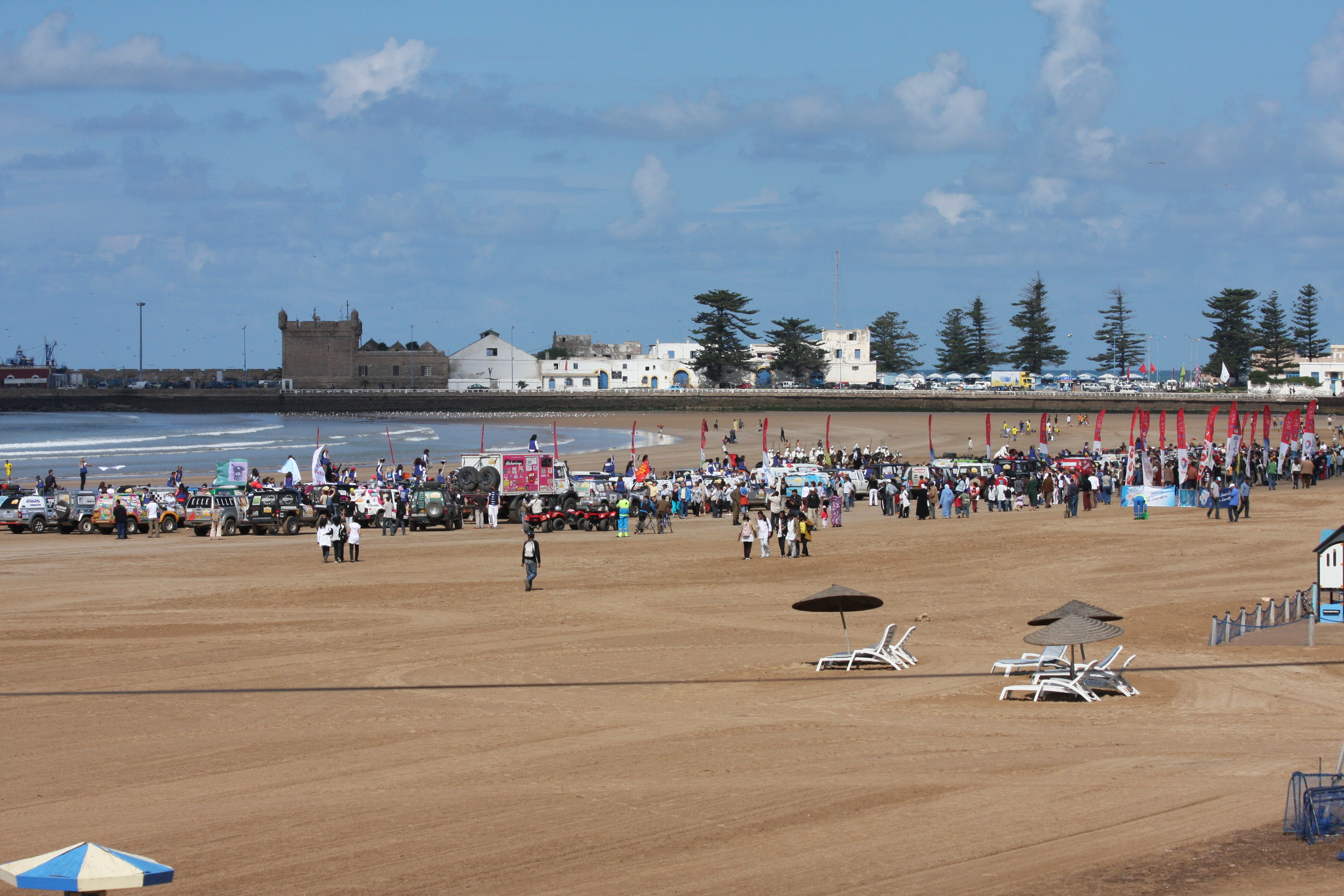
خط النهاية لرالي المغرب Rallye des Gazelles 2009

لدى الصويرة عدد من النوادي الرياضية المتمركزة أساسا في منطقة الشاطئ:
- نادي Atlanticzin Watersports: المتواجد بالشاطئ.
- نادي Océan Vagabond: المتواجد بالشاطئ.
- نادي YouSurfEssaouira: المتواجد بالشاطئ.
- نادي UCPA Maroc: المتواجد قرب المدينة القديمة.
- نادي MagicFunAfrika: المتواجد بمولاي بوزرقطون.
- نادي KiteParadise: المتواجد بالشاطئ. [بحاجة لمصدر]

## التعليم[بحاجة لمصدر]

### مدارس
- مدرسة للا أمينة الابتدائية الأولى

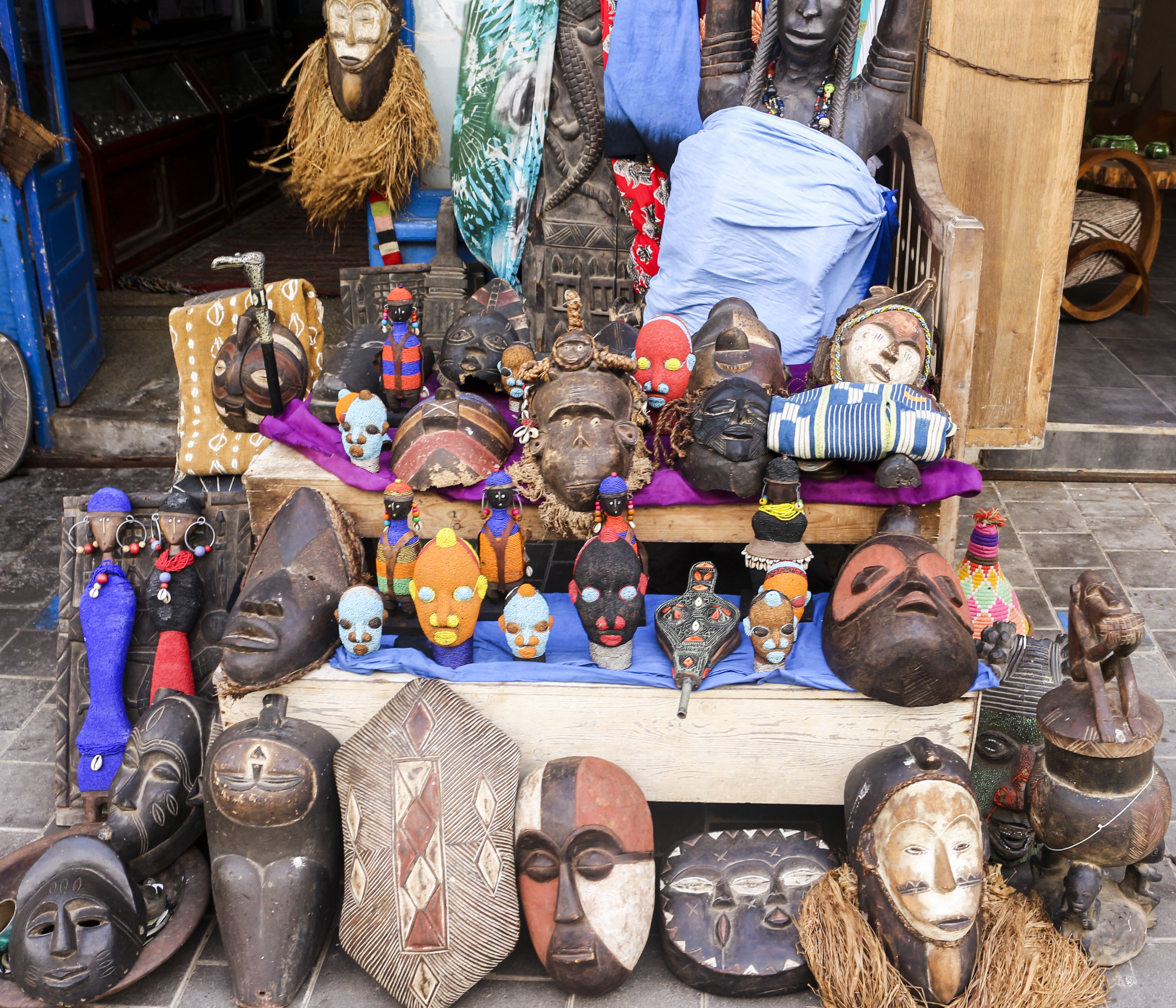
منتجات الصناعة التقليدية من الصويرة

- مدرسة للا أمينة الابتدائية الثانية
- مدرسة التلال الابتدائية
- مدرسة ابن خلدون
- مدرسة يوسف الناصري
- مدرسة الحسنية الأولى
- مدرسة الحسنية الثانية
- مدرسة الصقالة
- مؤسسة المعارف الخاصة
- مؤسسة البحيرة

### ثانويات إعدادية
- ثانوية محمد السادس الإعدادية
- ثانوية الجديدة الإعدادية
- ثانوية العبداري الإعدادية
- مؤسسة المعارف الخاصة (الإعدادي)

### ثانويات تأهيلية
- ثانوية أكنسوس التأهيلية (قرب ساحة باب مراكش)
- ثانوية محمد الخامس التأهيلية (أمام الوكالة الحضرية لمدينة الصويرة)منتجات الصناعة التقليدية من الصويرة

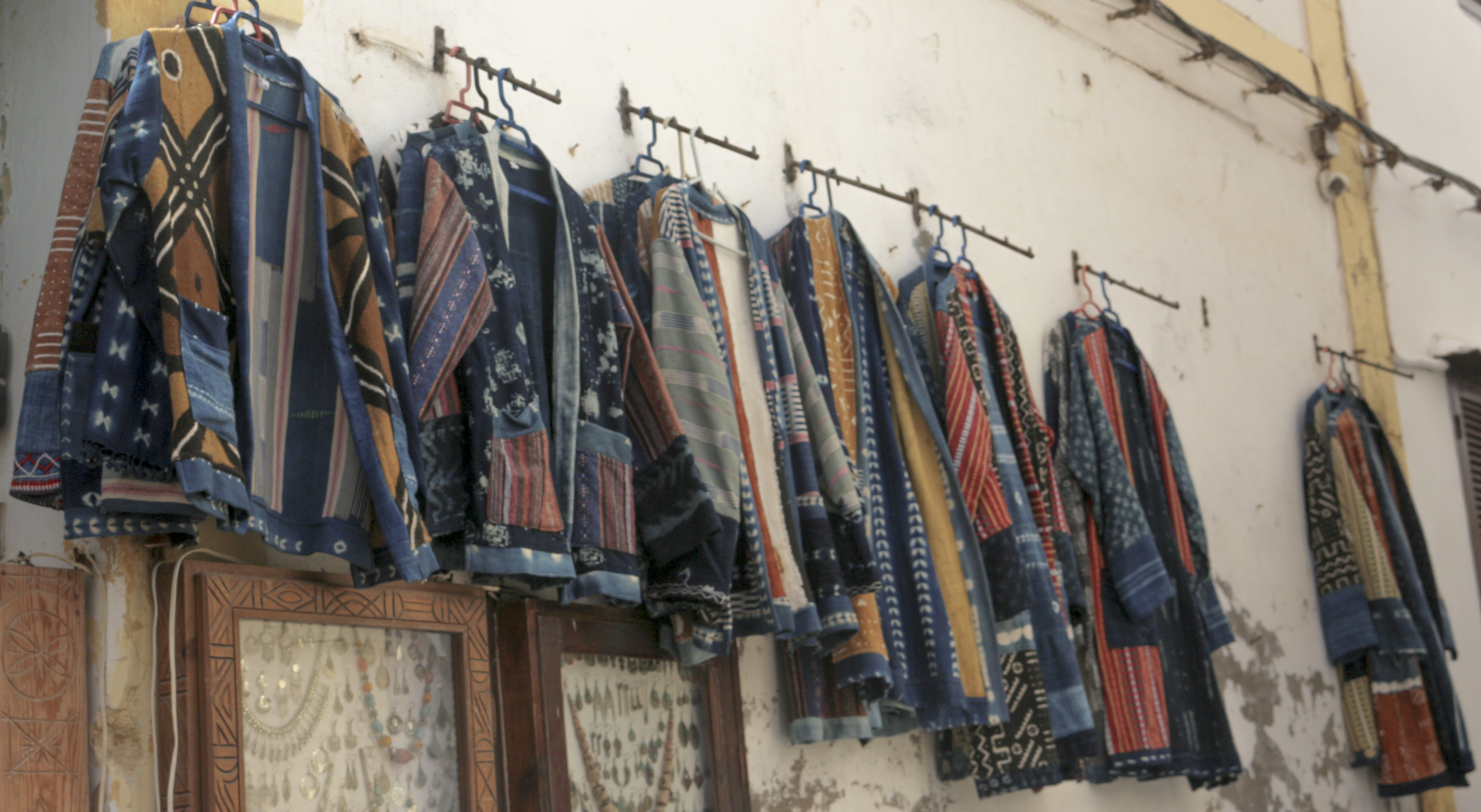
منتجات الصناعة التقليدية من الصويرة

- ثانوية النورس التأهيلية (الصقالة- شمال المدينة)
- مؤسسة المعارف الخاصة (قرب المركر الإقليمي للأمن الوطني)
- مؤسسة التعليم الأصيل (البرج)

### التعليم العالي
- المدرسة العليا للتكنولوجيا (التابعة لجامعة القاضي عياض)

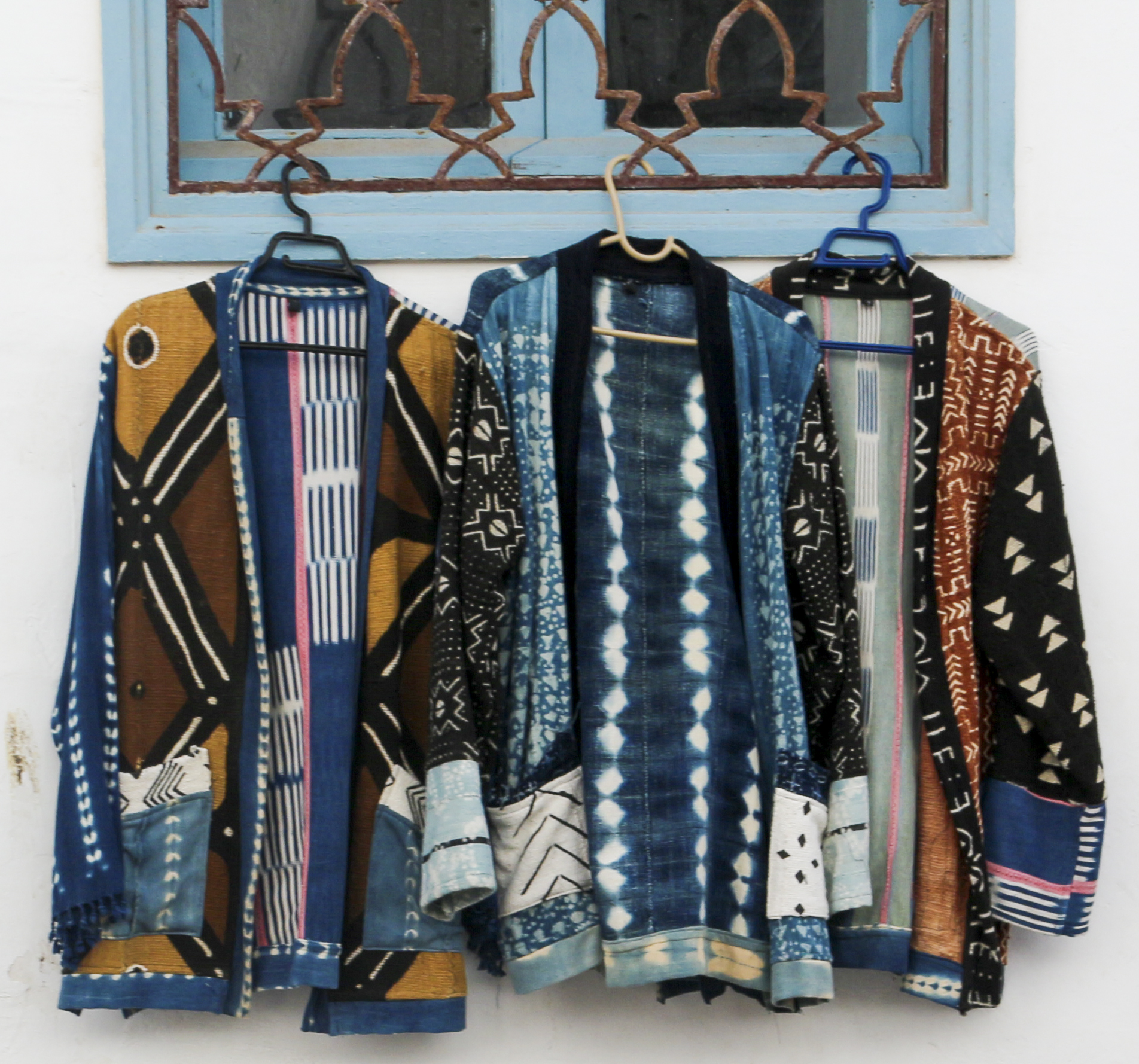
منتجات الصناعة التقليدية من الصويرة

- منتجات الصناعة التقليدية من الصويرةأقسام «شهادة تقني عال» (BTS) بثانوية محمد الخامس التأهيلية
- مركز التكوين المهني في التكنولوجيا التطبيقية OFPPT
- مركز التكوين المهني في الفندقة والسياحة OFPPT

بالإضافة إلى المعاهد الخاصة.

## مشاهير الصويرة

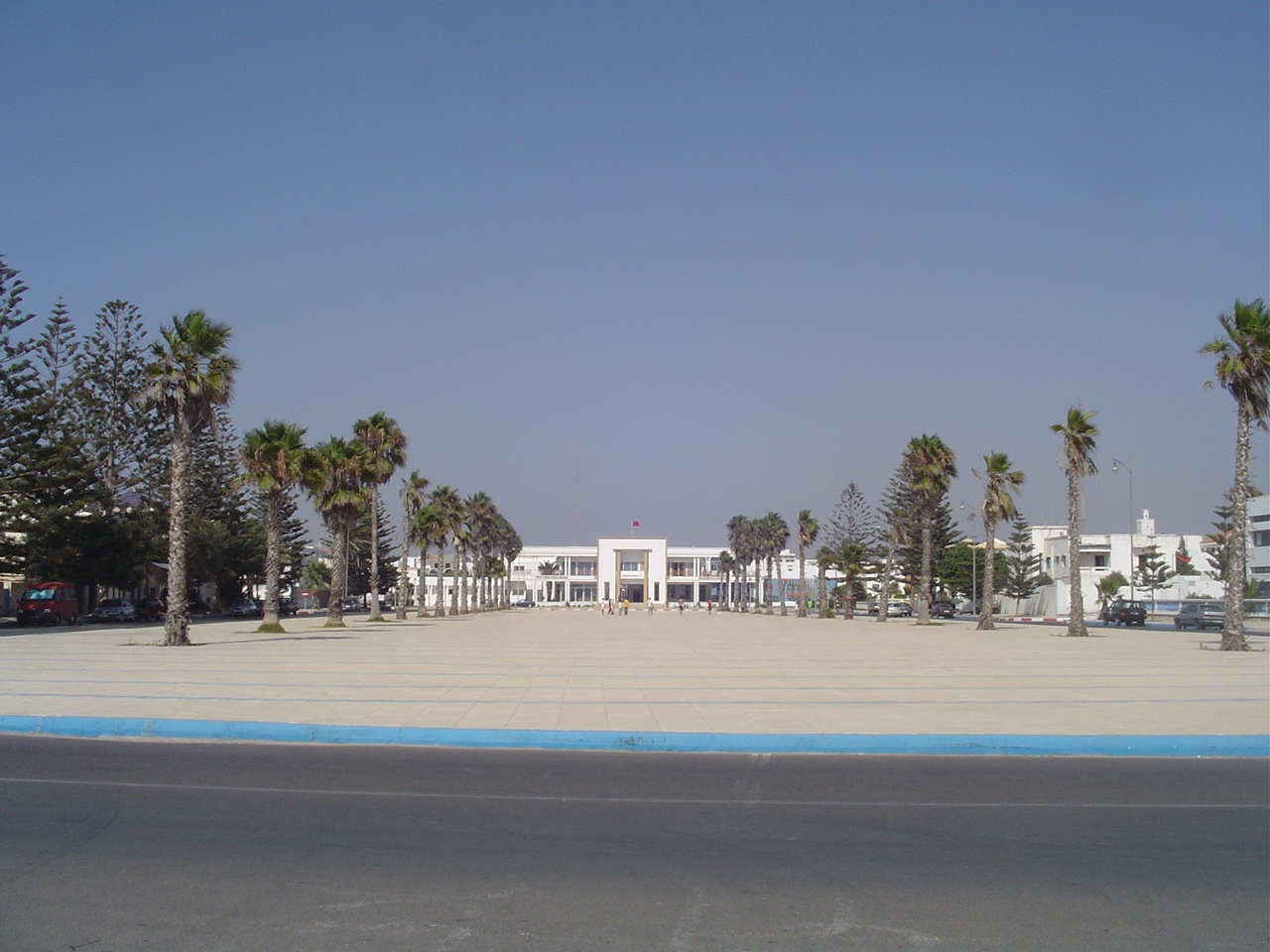
عمالة إقليم الصويرة

### شخصيات أدبية، ثقافية، وفنية
- سعيد بن محمد (1827-1890): فنان سيرك
- الطيب الصديقي (1939-): فنان مسرحي وكاتب
- حاييم الزعفراني (1922-2004): مؤرخ مغربي-فرنسي
- حمزة بن إدريس العثماني (1940-2012): كاتب
- دافيد بنسوسان (1947-): كاتب وصحفي مغربي-كندي
- عبد الرحمن قيروش - المشهور ب باكو (1948-2012): موسيقي
- عبد الرحيم الصويري (1957-): موسيقي
- شاديا بايرو (1963-2010): فنانة
- «سعيد الناصري» (1960) ممثل ومخرج وكاتب سيناريو[23]

### شخصيات سياسية

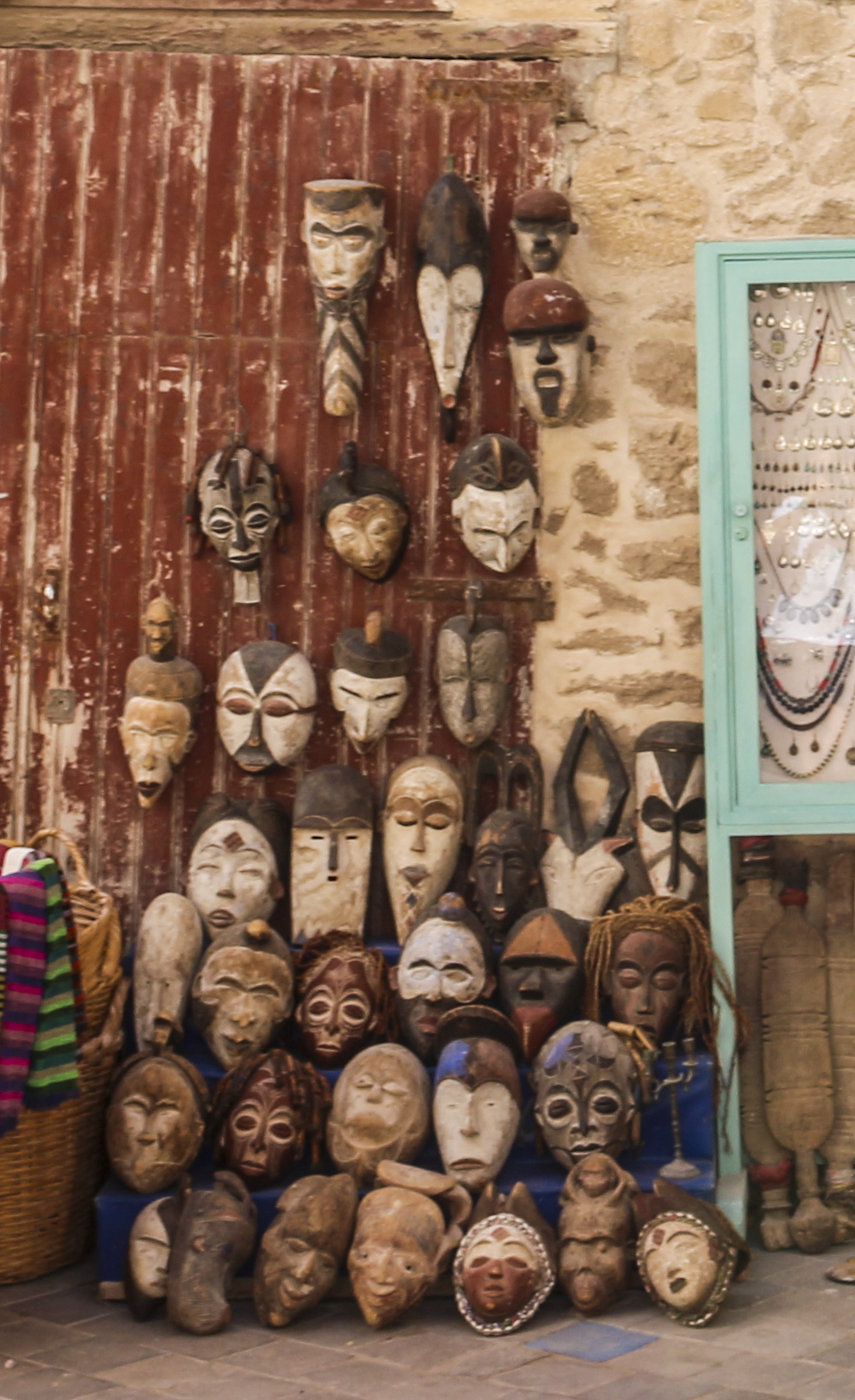
منتجات الصناعة التقليدية من الصويرة

- ليون فويلمين (1915-1974): جندي فرنسي، (عاصر مرحلة الحماية الفرنسية).
- محمد فرحات (1921-2011): من الأعضاء المؤسسين لحزب التقدم والاشتراكية.
- ميلود الشعبي (1929-2016): رجل أعمال وسياسي.
- محمد الحبيب الفاسي الفهري (1932-2008): ديبلوماسي مغربي.
- أندري أزولاي (1941-): مشتشار الملك محمد السادس، رجل أعمال.

### شخصياترياضية
- عبد الخالق اللوزاني (1945-2021): مدرب كرة قدم
- محمد اعبيد (1959) لاعب دولي في كرة السلة صاحب أكبر رقم قياسي في المغرب ب 64 نقطة في مباراة واحدة.
- بوجمعة غايلول (1984-): رياضي بحري (windsurf)
- سفيان حميني (1983-): رياضي بحري (kitesurf)